# Circonscription autonomique de Grande Canarie
Ne doit pas être confondu avec Circonscription électorale de Grande Canarie.
La circonscription électorale de Grande Canarie est l'une des sept circonscriptions électorales des îles Canaries pour les élections au Parlement des Canaries.
Elle correspond géographiquement à l'île de Grande Canarie.

## Synthèse
| AP & alliés |       | 5  | 3  |    |    |    |    |    |    |    |    |    |  |  |  |
| CNC         |       | 1  |    |    |    |    |    |    |    |    |    |    |  |  |  |
| CDS         |       | 1  | 4  | 4  |    |    |    |    |    |    |    |    |  |  |  |
| ICAN        |       |    |    | 3  |    |    |    |    |    |    |    |    |  |  |  |
| UPC-AC      |       | 1  |    |    |    |    |    |    |    |    |    |    |  |  |  |
| AC-INC      |       |    | 2  |    |    |    |    |    |    |    |    |    |  |  |  |
| IU          |       |    | 1  |    |    |    |    |    |    |    |    |    |  |  |  |
| PSOE        |       | 7  | 5  | 5  | 3  | 3  | 3  | 7  | 4  | 3  | 5  | 5  |  |  |  |
| CC          |       |    |    |    | 5  | 5  | 4  | 1  | 1  | 1  | 2  | 1  |  |  |  |
| PP          |       |    |    | 3  | 7  | 7  | 8  | 7  | 8  | 4  | 3  | 4  |  |  |  |
| Podemos     |       |    |    |    |    |    |    |    |    | 3  | 1  |    |  |  |  |
| NC          |       |    |    |    |    |    |    |    | 2  | 4  | 3  | 3  |  |  |  |
| Cs          |       |    |    |    |    |    |    |    |    |    | 1  |    |  |  |  |
| Vox         |       |    |    |    |    |    |    |    |    |    |    | 2  |  |  |  |
|             |       |    |    |    |    |    |    |    |    |    |    |    |  |  |  |
| Total       | Total | 15 | 15 | 15 | 15 | 15 | 15 | 15 | 15 | 15 | 15 | 15 |  |  |  |

## Résultats détaillés

### 1983
| Parti     | Parti | Députés élus |
| --------- | ----- | --- |
| PSOE      |       | Jerónimo Saavedra, José Medina Jiménez, José Juan Rodríguez Rodríguez, José Manuel Hernández Suárez, Domingo González Chaparro, Bernardo Marcos Navarro Valdivielso, José Pedro Santana Arencibla |
| AP-PDP-UL |       | Francisco José Manrique de Lara y Llarena, Manuel de la Cueva Fernández, César Llorens Barges, José Miguel Suárez Gil, Antonio Vega Pereira                                                       |
| UPC-AC    |       | Gonzalo Angulo González |
| CNC       |       | Gregorio Toledo Rodríguez |
| CDS       |       | Lorenzo Olarte |

- César Llorens (AP-PDP-UL) est remplacé en janvier 1987 par Juan Jacinto Artiles Ramírez.

### 1987
| Parti  | Parti | Députés élus |
| ------ | ----- | --- |
| PSOE   |       | Jerónimo Saavedra, José Juan Rodríguez Rodríguez, José Medina Jiménez, Bernardo Marcos Navarro Valdivielso, José Pedro Santana Arencibla |
| CDS    |       | Lorenzo Olarte, Augusto Carlos Menvielle Laccourreye, Luis Hernández Pérez, Julio Bonis Álvarez                                          |
| AP     |       | Paulino Montesdeoca Sánchez, Francisco José Manrique de Lara y Llarena, José Miguel Suárez Gil                                           |
| AC-INC |       | Pedro Lezcano Montalvo, Carmelo Ramírez Marrero                                                                                          |
| ICU    |       | Antonio Fernando González Viéitez |

- José Medina (PSOE) est remplacé en mars 1989 par Domingo González Chaparro.
- Luis Hernández (CDS) est remplacé en mars 1990 par Luis María Pereira García.
- Carmelo Ramírez (AIC-INC) est remplacé en mars 1990 par Eliseo Castellano Ojeda.
- José Miguel Suárez (AP) est remplacé en mars 1991 par Mario Augusto Romero Mur.

### 1991
| Parti | Parti | Députés élus |
| ----- | ----- | --- |
| PSOE  |       | Jerónimo Saavedra, Fernando Ortíz Wiot, José Juan Rodríguez Rodríguez, Bernardo Marcos Navarro Valdivielso, Teresita del Niño Jesús Morales de León |
| CDS   |       | Lorenzo Olarte, Julio Bonis Álvarez, José Miguel Suárez Gil, Luis Hernández Pérez                                                                   |
| ICAN  |       | Antonio Fernando González Viéitez, José Mendoza Cabrera, Fernando Redondo Rodríguez                                                                 |
| PP    |       | José Miguel Bravo de Laguna Bermúdez, Blas Rosales Henríquez, Ricardo Rodríguez Martinón                                                            |

- Jerónimo Saavedra (PSOE) est remplacé en juillet 1992 par Carmelo Padrón Díaz.
- Lorenzo Olarte (CDS) est remplacé en juin 1993 par Francisco Rodríguez-Batllori Sánchez.

### 1995
| Parti | Parti | Députés élus |
| ----- | ----- | --- |
| PP    |       | José Miguel Bravo de Laguna Bermúdez, María Eugenia Márquez Rodríguez, Blas Rosales Henríquez, Francisco de Borja Benítez de Lugo Massieu, Javier Sánchez-Simón Muñoz, Carmen Nirva Macías Acosta, Fernando Toribio Fernández |
| CC    |       | Lorenzo Olarte, José Mendoza Cabrera, Julio Bonis Álavrez, Antonio Fernando González Viéitez, Francisco José Rodríguez-Batllori Sánchez                                                                                       |
| PSOE  |       | Eligio Hernández Gutiérrez, Carmelo Padrón Díaz, Teresita del Niño Jesús Morales de León |

- Antonio González (CC) est remplacé en juin 1996 par José Luis Álamo Suárez.
- Carmelo Padrón (PSOE) est remplacé en juin 1998 par José Alcaraz Abellán.

### 1999
| Parti | Parti | Députés élus |
| ----- | ----- | --- |
| PP    |       | José Miguel Bravo de Laguna Bermúdez, José Macías Santana, Mercedes Roldós, Javier Sánchez-Simón Muñoz, Tomás Van de Walle Sotomayor, Carmen Nirva Macías Acosta, Fernando Toribio Fernández |
| CC    |       | Román Rodríguez Rodríguez, Paula Monzón Suárez, Fernando González Santana, Luis Hernández Pérez, José Mendoza Cabrera                                                                        |
| PSOE  |       | Jerónimo Saavedra, Teresita del Niño Jesús Morales de León, José Alcaraz Abellán |

- Jerónimo Saavedra (PSOE) est remplacé en septembre 1999 par Luis Esteban Pareja González.
- Luis Hernández (CC) est remplacé en décembre 1999 par Eusebio José Bautista Vizcaíno.

### 2003
| Parti | Parti | Députés élus |
| ----- | ----- | --- |
| PP    |       | José Manuel Soria, Mercedes Roldós, María Australia Navarro de Paz, Jorge Alberto Rodríguez Pérez, Javier Sánchez-Simón Muñoz, Fernando Toribio Fernández, María Antonia Torres González, Carmen Nirva Macías Acosta |
| CC    |       | Román Rodríguez Rodríguez, María del Mar Julios, Fernando González Santana, José Mendoza Cabrera |
| PSOE  |       | José Alcaraz Abellán, Teresita del Niño Jesús Morales de León, Blas Gabriel Trujillo Oramas |

- Australia Navarro (PP) est remplacée en juillet 2003 par Francisco de Borja Benítez de Lugo Massieu.
- José Mendoza (CC) est remplacé en septembre 2003 par Francisca Domínguez Mena.
- Javier Sánchez-Simón (PP) est remplacé en septembre 2003 par María Victoria Ponce Pérez.
- Mercedes Roldós (PP) est remplacée en mars 2004 par Victor Manuel Moreno del Rosario.
- Román Rodríguez (CC) est remplacé en avril 2004 par Pedro Quevedo.
- Antonia Torres (PP) est remplacée en octobre 2005 par Carlos Ester Sánchez.

### 2007
| Parti | Parti | Députés élus |
| ----- | ----- | --- |
| PSOE  |       | Juan Fernando López Aguilar, Carolina Darias, Blas Gabriel Trujillo Oramas, Francisca Luengo Orol, José Alcaraz Abellán, Guacimara Medina Pérez, Juan Ramón Rodríguez-Drincourt Álvarez |
| PP    |       | José Manuel Soria, Mercedes Roldós, Jorge Alberto Rodríguez Pérez, María Australia Navarro de Paz, Miguel Jesús Jorge Blanco, Rosa Rodríguez Díaz, Javier Ramón Sánchez-Simón Muñoz     |
| CC    |       | María del Mar Julios |

- Jorge Rodríguez (PP) ne prend pas possession de son mandat et est remplacé par Carlos Antonio Ester Sánchez dès l'ouverture de la législature.
- José Alcaraz (PSOE) est remplacé en septembre 2007 par María Eulalia Guerra de Paz.
- Javier Sánchez-Simón (PP) est remplacé en octobre 2007 par María del Mar Arévalo Araya.
- Carolina Darias (PSOE) est remplacée en janvier 2008 par José Ramón Funes Toyos.
- Juan Fernando López (PSOE) est remplacé en avril 2008 par Sergio Calixto Roque González après renonciation de Saturnina Santana Dumpiérrez.
- Juan Ramón Rodríguez-Drincourt (PSOE) est remplacé en octobre 2009 par María Belén Monzón Hernández.
- Rosa Rodríguez (PP) est remplacée en mars 2010 par Victor Manuel Moreno del Rosario.

### 2011
| Parti | Parti | Députés élus |
| ----- | ----- | --- |
| PP    |       | José Manuel Soria, María Australia Navarro de Paz, Mercedes Roldós, Josefa Luzardo Romano, Miguel Jesús Jorge Blanco, Felipe Afonso El Jaber, Víctor Manuel Moreno del Rosario, Jorge Alberto Rodríguez Pérez |
| PSOE  |       | José Miguel Pérez García, Francisca Luengo Orol, Emilio Mayoral Fernández, Luis Ibarra Betancort |
| NC    |       | Román Rodríguez Rodríguez, Carmen Rosa Hernández Jorge |
| CC    |       | María del Mar Julios |

- Josefa Luzardo (PP) est remplacée en juillet 2011 par Aurora Jesús del Rosario Vela.
- Francisca Luengo (PSOE) est remplacée en septembre 2011 par Encarna Galván González après renonciation d'Elena Máñez Rodríguez.
- Luis Ibarra (PSOE) est remplacé en septembre 2011 par Jesús Morera Molina.
- José Manuel Soria (PP) est remplacé en décembre 2011 par Ana María Guerra Galván après renonciation de María Lourdes Esther Medina Suárez.
- Víctor Moreno (PP) est remplacé en juillet 2013 par María Victoria Ponce Pérez après renonciation de Luis Miguel Molina González.
- Carmen Hernández (NC) est remplacée en septembre 2014 par Pedro Francisco Justo Brito après renonciation de Pedro Quevedo.
- Mar Julios (CC) est remplacée en février 2015 par José Gilberto Moreno García.

### 2015
| Parti   | Parti | Députés élus |
| ------- | ----- | --- |
| PP      |       | María Australia Navarro de Paz, Josefa Luzardo Romano, Mercedes Roldós, Miguel Jesús Jorge Blanco                    |
| NC      |       | Román Rodríguez Rodríguez, María Esther González González, Luis Alberto Campos Jiménez, Pedro Manuel Rodríguez Pérez |
| PSOE    |       | Carolina Darias, Gabriel Corujo Bolaños, Nayra Alemán Ojeda                                                          |
| Podemos |       | Noemí Santana Perera, Juan José Márquez Fandiño, María Concepción Monzón Navarro                                     |
| CC      |       | María del Mar Julios                                                                                                 |

- Mercedes Roldós (PP) est remplacée en juillet 2015 par Jorge Alberto Rodríguez Pérez.
  - Jorge Rodríguez (PP) est remplacé en décembre 2016 par José Tomás Estalella Limiñana après renonciation d'Auxiliadora Pérez.
- Mar Julios (CC) est remplacée en juillet 2015 par Pablo Rodríguez Valido.

### 2019
| Parti   | Parti | Députés élus |
| ------- | ----- | --- |
| PSOE    |       | Sebastián Franquis, Nayra Alemán Ojeda, David Godoy Suárez, María del Pino González Vega, Mauricio Aurelio Roque González |
| PP      |       | María Australia Navarro de Paz, Carlos Antonio Ester Sánchez, Miguel Ángel Ponce González                                 |
| NC      |       | Carmen Rosa Hernández Jorge, Luis Alberto Campos Jiménez, María Esther González González                                  |
| CC      |       | Pablo Rodríguez Valido, Lucas Bravo de Laguna Cabrera                                                                     |
| Podemos |       | Noemí Santana Perera |
| Cs      |       | Vidina Espino |

### 2023
| Parti | Parti | Députés élus |
| ----- | ----- | --- |
| PSOE  |       | Sebastián Franquis, Elena Máñez Rodríguez, Miguel Ángel Pérez del Pino, Nayra Alemán Ojeda, Gustavo Adolfo Santana Martel |
| PP    |       | Hipólito Suárez, Carlos Antonio Ester Sánchez, Rosa Faustina Viera Fernández, Sonsoles Martín Jiménez                     |
| NC    |       | Carmen Rosa Hernández Jorge, Luis Alberto Campos Jiménez, María Esther González González                                  |
| Vox   |       | Nicasio Jesús Galván Sasia, Javier Nieto Fernández                                                                        |
| CC    |       | Pablo Rodríguez Valido |

- Pablo Rodríguez (CC) est remplacé le 31 juillet 2023 par Vidina Espino.
- Rosa Viera (PP) est remplacée le 19 juin 2024 par David Morales Déniz.